# Пишконя
Пишконя — хребет в Украинских Карпатах, в горном массиве Горганы (Внутренние Горганы). Хребет расположен в юго-восточной части Хустского района Закарпатской области.
Хребет простирается преимущественно с северо-запада на юго-восток. Однако его восточная часть «возвращается» на юг и даже на юго-запад, образуя гигантскую дугу вокруг верховьев реки Герсовца (левый приток Теребли). Юго-восточнее Пишкони расположен хребет Стримба, на восток — хребет Передня. Те хребты отделены от Пишкони долиной реки Сухар.
Склоны хребта поросли мохово-травяными и елово-буковыми группировками с хорошо выраженной высотной поясностью. Выше — полонины. Встречаются небольшие озерца и каменные россыпи.
Крупнейшие вершины: Негровец (1707 м), Ясновец (1600 м), Дарвайка (1501 м).
Подняться на хребет удобнее из сёл Синевир и Колочава.
Хребет лежит в пределах Национального природного парка «Синевир».